# Costin Cazaban
Costin Cazaban (n. 9 septembrie 1946, București, Regatul României – d. 20 februarie 2009, Paris, Franța) a fost un compozitor, muzicolog și profesor universitar francez de origine română.

## Biografie
Costin Cazaban s-a născut în data de 9 septembrie 1946, în București, Regatul României. A fost fiul actorilor Jules Cazaban și Irina Nădejde.
Absolvent al Conservatorului Național Superior de Muzică din București; critic muzical și compozitor de muzică spectrală; profesor de armonie și scriitură la Conservatorul George Enescu din București (1971-1983); bursier DAAD (1974-75, Germania); participant la cursurile de vară de la Darmstadt (1982-1983); laureat cu premiile I și II la concursurile de compoziție ICONS (Torino, 1987). 
În 1983 s-a stabilit la Paris. Doctor al Universității Paris I Panthéon-Sorbonne, cu teza Temps musical / Espace musical comme fonctions logiques (1994), în care elaborează un sistem de compoziție și analiză muzicală bazat pe logica lui Ștefan Lupașcu. Profesor la  Universitățile Paris I, Paris III și Paris IV și Lyon II. Compozițiile sale au fost interpretate în Franța, Italia, Spania, Marea Britanie, Statele Unite, Olanda, Germania și România. A participat asiduu la conferințe și congrese de specialitate. A fost membru al Centrului Internațional de Cercetări și Studii Transdisciplinare (CIRET) și al SACEM (din 1981). A publicat peste 3.000 de studii și articole de muzicologie și critică muzicală în "Muzica", “Le Monde”, “Le Monde de la Musique”, “La Revue Musicale”, “Silence”, și a fost corespondent al Radio France International. Costin Cazaban a fost căsătorit cu mezzosoprana Steliana Calos și cu violonista Diana Cazaban (născută Josan), și este socrul istoricului religiilor Bogdan Tătaru-Cazaban.
Pe 28 octombrie 2017, asociația Memorie și Speranță l-a comemorat pe Costin Cazaban în saloanele Uniunii Compozitorilor din București, în prezența a numeroși muzicologi și critici. 

### Distincții
Ordinul Meritul Cultural, în grad de cavaler (2008)

## Compoziții
- Muzică pentru Saint-John Perse (1972),
- Reflet dans mon visage caché (1973),
- Zig-zag  (1974),
- Naturalia I (1975),
- Antimemoria (1977),
- Natură moartă cu instrumente și compozitori (1978),
- Naturalia II (1980),
- Croisements recherchés, choral et évasion (1980),
- Notorious (1981),
- Variations-divertissement pour violon seul (1981),
- Ras-Timp (1982),
- Treillis (1985),
- Flûtes à vide (1986),
- El Aleph (1986),
- Umbra lui Euclide (1987),
- Deus ex machina (1988),
- Au-delà de Vienne (1989),
- Pneuma-Vorstellung (1990),
- Solve e coagula (1992),
- Sonate (1995),
- ...contineri minimo... (1997),
- Alcyon (1998),
- Dedalus (1999),
- Trei mici studii pentru pian (2000),
- Aletheia (2001),
- Flying (2003),
- Calam (2004),
- Pax vobiscum - in memoriam Jean-Paul II (2005),
- Hossana (2008).

## Cărți și articole
- Les quatuors de Beethoven (1985),
- Les sentiers qui bifurquent : Luigi Nono (1987),
- L'Avenir du passé : Alban Berg (1992),
- Temps musical : espace musical comme fonctions logiques (1992),
- Temps musical et temps spatialisé (1994 & 1995),
- Michaël Lévinas ou la quête du concret imaginaire (1998),
- Signification musicale et tautologie (1998),
- Le temps de l'immanence contre l'Espace de la transcendance (1998),
- Le temps, l'espace et la signification musicale (1998),
- Entre immanence et intentionnalité. Le temps musical et le temps de l'écoute (1999),
- Temps musical / espace musical comme fonctions logiques (2000),
- Anatol Vieru : formalisation algébrique et enjeux esthétiques (2006),
- Husserl et la mélodie électroacoustique (2007),
- Bruit et matériaux à la fin du siècle dernier (2008).

## Aprecieri critice
„… La disparition de Costin Cazaban crée un grand vide. Je pense à cet esprit européen acteur et témoin à la fois de cette culture du XX-ème siècle qui s'éloigne. Costin Cazaban appartient à cette lignée d'humanistes qui nous sont venus du cœur de l'Europe, des hommes éprouvés qui croyaient néanmoins aux valeurs qui nous ont tenu quoiqu'il puisse arriver: le progrès, la tolérance, la création et l'espoir d'un monde meilleur à venir. Costin Cazaban, cet homme à la fois artiste et intellectuel avait connu les régimes totalitaires mais aussi le grand brassage des cultures qui traversaient ces pays si riches de traditions, ces pays de l'Europe centrale. Sa force de caractère alliée à sa douceur, une intelligence érudite et créatrice, c'est ce qu'on aimait en lui. Ses jugements, ses avis étaient toujours marquants et discrètement raffinés. C'est l'ensemble Itinéraire qui l'a joué pour la première fois à Paris: une œuvre très originale qui participait à ce renouvellement des courants des années '80. Il s'agissait de la redécouverte du timbre et des lois acoustiques dans l'écriture musicale. Compositeur très singulier, c'est dans le sillage du courant spectral qu'il a développé un art exigeant et imaginatif. C'est aussi dans ce paysage musical qu'il a fait ses recherches musicologiques et rédigé sa thèse. Costin Cazaban n'a jamais accepté la moindre concession ni le moindre reniement, imposant le respect et l'estime à tous, accédant finalement à la reconnaissance en temps que créateur et musicologue. Costin nous a quitté à un tournant de la vie musicale: la fin de la contemporanéité de "la musique contemporaine". Beaucoup de ses écrits annonçaient cette mutation en train de s'opérer. ”— Michaël Levinas
„…... Compozițiile lui Costin Cazaban, o călătorie de o rară frumusețe în timpul și spațiul muzical, sunt interpretate și difuzate în România, Franța, Germania, Italia, Spania, Olanda și SUA. El a fost unul dintre pionierii curentului spectral în muzică, pe care l-a reînnoit în permanență, cu toată puterea imaginativă a artei sale de estet al secolului XX și cutezanța intelectuală de artist și erudit onest, mânuitor de cuvinte, sunete și idei. Lucrările sale deschid perspective noi asupra fluctuațiilor infinite ale sunetului, perspective mereu lărgite și reînnoite, care i-au atras unanima recunoaștere și stimă a personalităților lumii muzicale. În anul 2009, Costin Cazaban a plecat să dea o raită prin alte tărâmuri nevăzute și necunoscute nouă, unde nu există nici timp nici spațiu, ci doar sunete numai de el auzite. Se spune că unii esteți, ultrasensibili și savanți precum era Costin, le definesc drept esența muzicii divine... ”— Radu Negrescu-Suțu 
„… A fascination with musical time and musical space has fueled the innovative compositions of Romania-born and France-based composer Costin Cazaban. Inspired by the philosophies of Stephen Lupasco, Cazaban has continued to develop his unique theories of composition and music analysis. His thesis, "Temps Musical/Espace Musical Comme Fonctions Logiques," introduced his interpretation of Lupasco's philosophy. Cazaban's music has been presented in a variety of formats. While his debut album, Four Stars, focused on solo flute compositions by Salvatore Sciarrino, his second album, Flutes a Vide, featured original pieces composed for double basses, a clarinet, and string trio and a string quartet; as well as compositions for piano and recording tape, and flute and recording tape.  ”— Craig Harris
„… “Pax Vobiscum” est une œuvre composée en 2005, sous l'impression de la mort du Pape Jean-Paul II. L'analyse de la parole, sous ses aspects sémantique et sonore, est devenue ici, pour moi, un sujet de méditation sur le thème du sens du message, de sa perception et de l'harmonisation entre le discours et le monde. Le Verbe (dans le sens de Saint Jean) est notre salut. Sous un autre angle, il peut être une énergie dispersée troublant l'harmonie du monde. L'analyse du discours, dans ma pièce, produit un pseudo langage, qui s'épanche dans le Désert, pour s'harmoniser, par la suite, dans un monde irréel, formé de nos projections. ”— Costin Cazaban